# Quốc kỳ Haiti

Quốc kỳ Haiti

Quốc kỳ Haiti (tiếng Pháp: Drapeau d'Haïti) gồm nửa trên màu lam và nửa dưới màu đỏ.
Quốc kỳ của Haiti là một lá cờ hai màu với hai dải ngang màu xanh lam và đỏ, bị làm mờ bởi một bảng màu trắng mang huy hiệu. Huy hiệu đại diện một huy chương vũ khí trên đỉnh một ngọn đồi xanh, sẵn sàng bảo vệ tự do, và một bàn tay hoàng gia tượng trưng cho sự độc lập. Cọ được đứng đầu bởi Cap of Liberty. Phương châm L'Union Fait La Force ("Thống nhất mang lại sức mạnh") xuất hiện trên một dải băng trắng bên dưới sự sắp xếp.